# Torre Alfina (Viterbo)
Torre Alfina es una fracción del común de Acquapendente, en provincia de Viterbo.

## Geografía
Situada en el norte de la meseta de la Alfina, a unos 9 km de distancia de la capital de provincia, a 600 m s.l.m., con una población de 291 habitantes (dado Istat, 2011) y está clasificado como uno de los pueblos más bonitos de Italia.
Confina con la Reserva natural Monte Rufeno y con el bosque monumental del Sasseto, donde se accede a los jardines públicos del pueblo.

## Topónimo
Su castillo es un elemento dominante de su historia y debe probablemente parte del nombre. El castillo se construyó en el medioevo alrededor de una torre.
Alfina derivaría del latino a fines, que indicaría su colocación a las fronteras (fines) de la meseta, frente al territorio comunal de Orvieto que la dominaba. Según otros el apelativo Alfina habría sido añadido para identificar su colocación geográfica sobre la homónima meseta y para distinguirla de la cercana Torre de San Severo.

## Historia
No hay noticias ciertas de que el área estuviera habitada en época etrusca y ni siquiera en aquella romana, a pesar del asentamiento etrusco de Velzna y el hecho que la meseta estuviera atravesado de la vía Traiana. Las primeras notaciones históricas respecto a la existencia de una torre están en los Comentarios.
En Istorici de Monaldo Monaldeschi de la Cervara se describe una torre fortalecida y transformada en castillo durante el reino longobardo de Rey Deseo (siglo VIII). La familia de los Monaldeschi antes y su rama de la Cervara luego, serán señores del castillo y propietarios de muchas de las tierras desde el 1200 al 1700.
El castillo pasó, para vía hereditaria, a los marqueses Bourbon del Monte después del matrimonio de Ya Mattia del Monte con Anna Maria Monaldeschi, en la segunda mitad del siglo XVII. El borgo de Torre Alfina, alrededor de 1400, había alcanzado una cierta autonomía administrativa y devino un pueblo rural cercano a Orvieto.
La revolución francesa llegó también el pequeño pueblo que, en el 1809, con la reorganización territorial estuvo asignado al circondario de Todi y al cantone de Acquapendente y poco después, a causa de la disminución demográfica (contaba con solo 300 habitantes), fue borrado y su territorio agregado al común de Acquapendente. El arreglo administrativo decidido por los franceses se confirmará también por el Reino de Italia, haciendo volver Torre Alfina una fracción del común de Acquapendente.
Durante el envío garibaldina en el agro romano, del 1867, el general Giovanni Acerbi la eligió como su cuartel general, por su posición geográfica y proclamó la prodittatura.
El castillo y su hacienda quedaron propiedades de los Bourbon del Monte hasta 1880 aproximadamente, cuando estuvieron adquiridos por un rico banquero belga, Edoardo Cahen de Anvers (1832-1894), que, ya conde (título heredado del padre Giuseppe Mayer, ya concedido por Vittorio Emanuele II para agradecerlo de haber estado el único banquero europeo a financiar el Risorgimento), estuvo nombrado marquesas en el 1885 por Umberto I y se ganó el título de Marquesas de Torre Alfina, empezando la reestructuración del palacio como hoy aparece, gracias al proyecto dl arquitecto Giuseppe Partini. A Edoardo sucedió Teofilo Rodolfo Cahen, que continuó la obra de reestructuración. Fue heredado en  1959 y el castillo estuvo adquirido de Alfredo Baroli, pasando luego a Luciano Gaucci. Tras la quiebra del equipo de fútbol Perugia, el Castillo ha sido metido al asta. A la espera de un nuevo comprador ha sido alquilado a la familia romana Boscolo, destacada por sus restaurantes.
- Datos: Q3995125
- Multimedia: Torre Alfina / Q3995125